# Români în Ucraina
Români în Ucraina este un film românesc din 2014 regizat de Adi Voicu, Ana Vlad.